# Super Mario Party
Super Mario Party (スーパー マリオパーティ?, Sūpā Mario Pāti) è un videogioco party sviluppato da NDcube e prodotto da Nintendo, per Nintendo Switch. È l'undicesimo capitolo principale della serie Mario Party, nonché il primo su Switch. Ha molti riferimenti a tanti dei suoi predecessori tra cui: Mario Party: Star Rush (dal quale eredita la possibilità di arruolare degli alleati nella propria squadra) e Mario Party 8, ed è uscito in tutto il mondo il 5 ottobre 2018.

## Modalità di gioco
Il gameplay è come quello di tutti gli altri giochi della serie. In tutti gli 80 minigiochi presenti, si gioca usando il tipico giroscopio dei Joy-Con, come in Mario Party 8 con quello dei Wiimote, nonostante ciò non è compatibile con il Nintendo Switch Pro Controller. Se si hanno due console Switch a portata di mano, quindi in multigiocatore, è possibile collegare i due schermi nei minigiochi, in modo che si possa formare un campo di battaglia più ampio. In questo modo, è possibile formare, tramite un passaggio col touch screen, diversi passaggi, nel caso si cambiasse posizione delle due console.

### Super Mario Party
Super Mario Party prende spunto da Mario Party 10 (12 marzo 2015) dove ci sono i turni, assenti dalla serie da 3 anni, però con la grafica, alcuni spazi e il gameplay simili a quelli dei primi Mario Party (dal 18 dicembre 1998 al 2 marzo 2012), quindi le ministelle e antistelle non sono presenti, ma il resto proveniente dagli altri Mario Party.

### Partner Party
È come la modalità Mario Party, ma i giocatori umani fanno squadra con i Partner controllati dalla CPU. Nel lancio del dado, si somma il numero dei due compagni di squadra.

### Sala dei giocattoli
Sala dei giocattoli è dove si gioca ai minigiochi, ma dato il fatto che, si gioca con due console Nintendo Switch diverse, è adatto solo nel multiplayer.

### Palco del ritmo
Dove si gioca ai minigiochi, nei quali, si segue il ritmo, come battere la palla al momento giusto, eseguire parate, ballare, etc.

### Strada delle sfide
Come nei giochi della serie usciti dopo Mario Party 10, c'è una modalità per un giocatore, dai quali, ci sono pochi spazi con ognuno di essi dei minigiochi, e dove si trova alla fine, un mini-boss.

### Minigiocathlon Online
Durante un live del Nintendo Treehouse all'inizio dell'E3 2018, Nintendo ha confermato che Super Mario Party sarà il primo gioco della serie ad introdurre una modalità multiplayer online, dal quale si può giocare fino a un totale di 8 giocatori, da cui parteciperanno sia gli amici che altri giocatori, che conterranno non solo i minigiochi delle altre modalità, ma anche 5, esclusivi per i vari stage online, si può giocare sia da soli, sia in squadre. È diviso in Campionato Amichevole e in Campionato mondiale.

### Acque Selvagge
Modalità confermata durante un live Nintendo RedCube nella Gamescom 2018 di Colonia, in Germania, dal quale è giocabile solo in 4 giocatori, perciò non si può giocare da soli con la CPU. La modalità è ambientata in un canotto con i giocatori sopra, nei margini di un fiume con 200 secondi di tempo per arrivare al traguardo. Per pagaiare, bisogna tenere il Joy-Con come un remo, come in Go Vacation. Nel corso dell'avventura ci saranno dei palloncini che scoppiandoli, si giocano dei minigiochi in cooperativa, da cui completandoli, si ottiene tempo extra. Ci sono inoltre, numerosi bivi da cui scegliendone uno, compareranno pericoli e sorprese che ci saranno fino alla fine, come Kamek, Pesci Smack giganti, acceleratori, rampe, etc.

## Personaggi
I personaggi giocabili sono 20, di cui 4 sbloccabili:
- Mario
- Luigi
- Peach
- Daisy
- Wario
- Waluigi
- Yoshi
- Rosalinda
- Bowser
- Tipo Timido
- Goomba
- Koopa Troopa
- Martelkoopa
- Tantatalpa
- Boo
- Bowser Jr.
- Tartosso (sbloccabile giocando a tutte le modalità presenti nel gioco)
- Donkey Kong (sbloccabile completando per la prima volta Acque Selvagge)
- Diddy Kong (sbloccabile completando la seconda area nella Strada delle sfide)
- Poom Poom (sbloccabile completando la quinta area nella Strada delle sfide)

Quelli non giocabili sono:
- Toad
- Toadette
- Kamek
- Calamako

## Sviluppo
Il gioco è stato annunciato per la prima volta durante un Nintendo Direct a tema dell'E3 2018. La data di lancio è stata verificata nel trailer di annuncio del gioco su YouTube e sul sito ufficiale. A fine luglio, è uscita la demo gratuita sull'eShop. Il 23 novembre dello stesso anno, ossia 1 mese e 18 giorni dopo la pubblicazione, è uscito un bundle del gioco con i Joy-Con verde neon e rosa neon. Inoltre, preordinando il gioco prima dell'uscita, è possibile ricevere punti Nintendo eShop doppi degli attuali dell'utente, nel primo uso.

## Accoglienza

### Critica
| Testata                          | Giudizio |
| -------------------------------- | -------- |
| Metacritic (media al 23-10-2022) | 76/100   |
| Game Informer                    | 7.25/10  |
| GameSpot                         | 6/10     |
| Gamepare                         | 8.3/10   |
| IGN                              | 7.3/10   |
| The Games Machine                | 8.3/10   |

Super Mario Party è stato acclamato ampiamente dalla critica, in particolare per le sole 4 mappe presenti nelle modalità Mario Party e Partner Party, e per le molteplici modalità, personaggi e minigiochi. Sul sito aggregatore di recensioni Metacritic il gioco detiene un punteggio di 76 su 100 che indica "recensioni generalmente favorevoli". IGN valutò con un 7.3 affermando che "Super Mario Party offre l'esperienza multigiocatore sul divano per cui la serie ne è famosa".

### Vendite
Il gioco, nei primi 2 giorni, vendette quasi 143 000 copie battendo alcuni dei suoi predecessori. Debuttò al 5º posto nella classifica tra i videogiochi con le copie più vendute nel Regno Unito. Ad Halloween 2018 le copie vendute superarono le 1.5 milioni, superando di gran lunga le aspettative di Nintendo e divenne il videogioco più venduto di tutta la saga, superando Mario Party 6.

## Riconoscimenti
Gamescom e The Game Awards 2018
- Miglior videogioco per famiglie